# Campionato europeo maschile di pallacanestro Under-22 1992
Il 1º Campionato Europeo maschile Under-22 di Pallacanestro FIBA (noto anche come FIBA EuroBasket Under-22 1992) si è svolto in Grecia dal 12 luglio al 19 luglio 1992.

## Risultati

### Prima fase a gruppi

#### Gruppo A
| Team                                 | V - P | PF - PS   | Pt |
| ------------------------------------ | ----- | --------- | -- |
| 1. Italia                            | 4 - 1 | 412 - 371 | 9  |
| 2. Francia                           | 3 - 2 | 318 - 309 | 8  |
| 3. Comunità degli Stati Indipendenti | 3 - 2 | 413 - 355 | 8  |
| 4. Belgio                            | 2 - 3 | 324 - 376 | 7  |
| 5. Turchia                           | 2 - 3 | 349 - 380 | 7  |
| 6. Romania                           | 1 - 4 | 347 - 372 | 6  |

#### Gruppo B
| Team           | V - P | PF - PS   | Pt |
| -------------- | ----- | --------- | -- |
| Grecia         | 5 - 0 | 383 - 337 | 10 |
| Israele        | 4 - 1 | 399 - 356 | 9  |
| Cecoslovacchia | 3 - 2 | 358 - 365 | 8  |
| Spagna         | 1 - 4 | 383 - 400 | 6  |
| Polonia        | 1 - 4 | 353 - 388 | 6  |
| Germania Ovest | 1 - 4 | 340 - 370 | 6  |

### Fase ad eliminazione diretta

#### Tabellone gare 9º - 12º posto
|  | Playoffs       | Playoffs       | Playoffs |         |         | Nono posto       | Nono posto       | Nono posto       |  |
|  |                |                |          |         |         |                  |                  |                  |  |
|  | Polonia        | Polonia        | 75       |         |         |                  |                  |                  |  |
|  | Polonia        | Polonia        | 75       |         |         |                  |                  |                  |  |
|  | Romania        | Romania        | 87       |         |         |                  |                  |                  |  |
|  | Romania        | Romania        | 87       |         | Romania | Romania          | 81               |                  |  |
|  |                |                |          |         | Romania | Romania          | 81               |                  |  |
|  |                |                | Turchia  | Turchia | 69      |                  |                  |                  |  |
|  | Turchia        | Turchia        | Turchia  | Turchia | 69      | 104              |                  |                  |  |
|  | Turchia        | Turchia        |          |         |         | 104              |                  |                  |  |
|  | Germania Ovest | Germania Ovest | 70       |         |         | Undicesimo posto | Undicesimo posto | Undicesimo posto |  |
|  | Germania Ovest | Germania Ovest | 70       |         |         |                  |                  |                  |  |
|  |                |                |          |         |         |                  |                  |                  |  |
|  |                |                |          |         |         | Polonia          | Polonia          | 82               |  |
|  |                |                |          |         |         | Polonia          | Polonia          | 82               |  |
|  |                |                |          |         |         | Germania Ovest   | Germania Ovest   | 60               |  |

#### Tabellone gare 5º - 8º posto
|  | Playoffs                          | Playoffs                          | Playoffs       |                |        | Quinto posto                      | Quinto posto                      | Quinto posto  |  |
|  |                                   |                                   |                |                |        |                                   |                                   |               |  |
|  | Spagna                            | Spagna                            | 94             |                |        |                                   |                                   |               |  |
|  | Spagna                            | Spagna                            | 94             |                |        |                                   |                                   |               |  |
|  | Comunità degli Stati Indipendenti | Comunità degli Stati Indipendenti | 93             |                |        |                                   |                                   |               |  |
|  | Comunità degli Stati Indipendenti | Comunità degli Stati Indipendenti | 93             |                | Spagna | Spagna                            | 66                                |               |  |
|  |                                   |                                   |                |                | Spagna | Spagna                            | 66                                |               |  |
|  |                                   |                                   | Cecoslovacchia | Cecoslovacchia | 74     |                                   |                                   |               |  |
|  | Cecoslovacchia                    | Cecoslovacchia                    | Cecoslovacchia | Cecoslovacchia | 74     | 64                                |                                   |               |  |
|  | Cecoslovacchia                    | Cecoslovacchia                    |                |                |        | 64                                |                                   |               |  |
|  | Belgio                            | Belgio                            | 63             |                |        | Settimo posto                     | Settimo posto                     | Settimo posto |  |
|  | Belgio                            | Belgio                            | 63             |                |        |                                   |                                   |               |  |
|  |                                   |                                   |                |                |        |                                   |                                   |               |  |
|  |                                   |                                   |                |                |        | Comunità degli Stati Indipendenti | Comunità degli Stati Indipendenti | 107           |  |
|  |                                   |                                   |                |                |        | Comunità degli Stati Indipendenti | Comunità degli Stati Indipendenti | 107           |  |
|  |                                   |                                   |                |                |        | Belgio                            | Belgio                            | 90            |  |

#### Tabellone finale
|  | Semifinali | Semifinali | Semifinali |        |        | Finale      | Finale      | Finale      |  |
|  |            |            |            |        |        |             |             |             |  |
|  | Grecia     | Grecia     | 82         |        |        |             |             |             |  |
|  | Grecia     | Grecia     | 82         |        |        |             |             |             |  |
|  | Francia    | Francia    | 51         |        |        |             |             |             |  |
|  | Francia    | Francia    | 51         |        | Grecia | Grecia      | 63          |             |  |
|  |            |            |            |        | Grecia | Grecia      | 63          |             |  |
|  |            |            | Italia     | Italia | 65     |             |             |             |  |
|  | Israele    | Israele    | Italia     | Italia | 65     | 83          |             |             |  |
|  | Israele    | Israele    |            |        |        | 83          |             |             |  |
|  | Italia     | Italia     | 101        |        |        | Terzo posto | Terzo posto | Terzo posto |  |
|  | Italia     | Italia     | 101        |        |        |             |             |             |  |
|  |            |            |            |        |        |             |             |             |  |
|  |            |            |            |        |        | Francia     | Francia     | 63          |  |
|  |            |            |            |        |        | Francia     | Francia     | 63          |  |
|  |            |            |            |        |        | Israele     | Israele     | 60          |  |

## Classifica finale
| Campione d'Europa | Campione d'Europa                 | Campione d'Europa |
| --- | --------------------------------- | --- |
| Italia under 224 Abbio, 5 Bonsignori, 6 Busca, 7 Calbini, 8 Dallamora, 9 De Pol, 10 Ferroni, 11 Frosini, 12 Monzecchi, 13 Moretti, 14 Portaluppi, 15 Semprini, All. Giovanni Piccin |                                   | |
| Argento | Grecia                            | Grecia under 224 Alvertīs, 5 Graikos, 6 Mpountourīs, 7 Avdalas, 8 Sigalas, 9 Nousīs, 10 Līmniatīs, 11 Mōraitīs, 12 Logothetīs, 13 Oikonomou, 14 Tampakīs, 15 Myriounīs, All. Anastasios Eleutheriadīs     |
| Bronzo | Francia                           | Francia under 224 Hamm, 5 Vérove, 6 Lion, 7 Dumas, 8 Bonato, 9 Racine, 10 Bialski, 11 Becchetti, 12 Bogaert, 13 Percevaut, 14 N'Diaye, 15 Coqueran, All. Gaétan Le Brigant                                |
| 4. | Israele                           | Israele under 224 E. Baloul, 5 K. Baloul, 6 Goodes, 7 Marcus, 8 D. Cohen, 9 Cohen-Mintz, 10 Amisha, 11 Sheffer, 12 Katz, 13 E. Cohen, 14 Naaman, 15 Muchtary, All. -                                      |
| 5. | Cecoslovacchia                    | Cecoslovacchia under 224 Czudek, 5 Weiss, 6 Jelínek, 7 Michalík, 8 Bečka, 9 Micuda, 10 Suk, 11 Kramer, 12 Němec, 13 Formánek, 14 Kneifl, 15 Ištok, All. -                                                 |
| 6. | Spagna                            | Spagna under 224 Llopis, 5 Galilea, 6 N. Rodríguez, 7 Pardo, 8 A. Rodríguez, 9 Pedrera, 10 Silva Barroso, 11 Santos, 12 Paraíso, 13 Pedrera, 14 González, 15 Murcia, All. -                               |
| 7. | Comunità degli Stati Indipendenti | Comunità degli Stati Indipendenti under 224 Antipov, 5 Judin, 6 Možaev, 7 Gutorov, 8 Michajlov, 9 Savčenko, 10 Grezin, 11 Potapov, 12 Olbrecht, 13 Fetisov, 14 Gračev, 15 Karasëv, All. Vitalij Gavryljuk |
| 8. | Belgio                            | Belgio under 224 Desy, 5 Bayer, 6 Jaumin, 7 Hemelaer, 8 Herman, 9 Cleymans, 10 Frans, 11 Van Den Bergh, 12 Gillis, 13 Gijbels, 14 Geerts, 15 Lambrecht,                                                   |
| 9. | Romania                           | Romania under 224 Mureșan, 5 Alecu, 6 Paun, 7 Scobai, 8 Stefan, 9 Alexe, 10 Sinevici, 11 Bicov, 12 Corui, 13 Mircea, 14 Tenter, 15 Popa, All. Dumitru Florea                                              |
| 10. | Turchia                           | Turchia under 224 Tunçkol, 5 Güney, 6 Yıldırım, 7 Koşan, 8 Tekinalp, 9 Kanan, 10 Konuk, 11 Benli, 12 Öztürk, 13 Özyiğit, 14 Koşut, 15 Sarıca, All. -                                                      |
| 11. | Polonia                           | Polonia under 224 Włodowski, 5 Mila, 6 Grzechowiak, 7 Ziółkowski, 8 Szybilski, 9 Zieliński, 10 Tomczyk, 11 Wójcik, 12 Jankowski, 13 Bacik, 14 Tomaszewski, 15 Adamek, All. -                              |
| 12. | Germania                          | Germania under 224 Freyer, 5 Reinhardt, 6 Machowski, 7 Radegast, 8 Wucherer, 9 Kuprella, 10 Arigbabu, 11 Perwas, 12 Meyer-Schomann, 13 Musch, 14 Nees, 15 Ast, All. Carsten Hofmann                       |